# Frits Faulhaber
Pour les articles homonymes, voir Faulhaber.
Frits Faulhaber, espérantiste néerlandais, né à Amsterdam le 8 août 1893, mort à Amsterdam le 2 mars 1979.

## Biographie
Espérantiste à partir de 1912. Son activité, qui débute au sein de l’armée pendant la première guerre mondiale, se déploie dans le cadre du mouvement ouvrier espérantiste. Il est membre du comité de direction de la Federatie van Arbeiders-Esperantisten (= Fédération des travailleurs espérantistes) de 1920 à 1923, puis de 1927 à 1934. Il est rédacteur de l’Arbeider Esperantist (= Travailleur espérantiste), organe de cette fédération, entre 1929 et 1934, et en particulier de son supplément linguistique de 1931 à 1934. Il préside le Laborista Esperanto-Ekzamena Komitato (comité ouvrier des examens en espéranto), participe à des causeries radiophoniques, dirige un cours par correspondance destiné aux enseignants d’espéranto, rédige plusieurs manuels d'espéranto et est l’auteur de plusieurs traductions. Il fut aussi membre de la Sennacieca Asocio Tutmonda (= Association mondiale anationale), commission Littérature, et membre, pendant plusieurs décennies, de l’Akademio de Esperanto (= Académie d’espéranto).

## Œuvres
- Gebonden stijl
- Voor het examen A
- 100 vragen over grammatica en onderwijs
- Post la kurso
- Hoe kan ik het in Esperanto zeggen ?
- Tra la labirinto de la gramatiko (1re édition : 1932)
- La komencanto
- Ne tiel, sed tiel ĉi - konsilaro pri la stilo (1965)
- Esperanta mozaiko (1967)
- Faulhaber rakontas (1972)
- Naar een internationale taal (1976)

## Traductions
- La nevenkebla ĝeno (Het taaie ongerief, Theo Thijssen) (1920)
- Het arbeiders-esperantisme (La laborista esperantismo, Eugène Lanti)
- La mondo ne havas atendejon (De wereld heeft geen wachtkamer, Maurits Dekker)
- Dekkinga fuĝas (De dood van apotheker Dekkinga, Tjeerd Adema) (1957)
- La Papalagoj (De Papalagi, Tuiavii de Tiavea) (1963)

## Sources
- Enciklopedio de Esperanto.
- Tra la labirinto de la gramatiko, Amsterdam, 5e éd.
- Catalogue de la Koninklijke Bibliotheek (Pays-Bas)